# Bibliothèque d'Arabianranta
La bibliothèque d'Arabianranta (finnois : Arabianrannan kirjasto) est une bibliothèque de la section Arabianranta du quartier de Toukola à Helsinki en Finlande,,.

## Présentation
La bibliothèque d'Arabianranta a été fondée en 2004 et est installée dans le centre  d'Arabia, qui a ouvert la même année.
Le centre d'Arabia est situé dans le bâtiment rénové par l'architecte Mauri Tommila de l'ancienne usine Arabia d'Arabianranta, qui abrite la bibliothèque d'Arabianranta, le magasin d'usine Arabia Iittala, Pentik, Finlayson, le bureau de poste d'Arabia et le M-Kauppa. 
La bibliothèque est l'un des établissements de la bibliothèque municipale d'Helsinki.

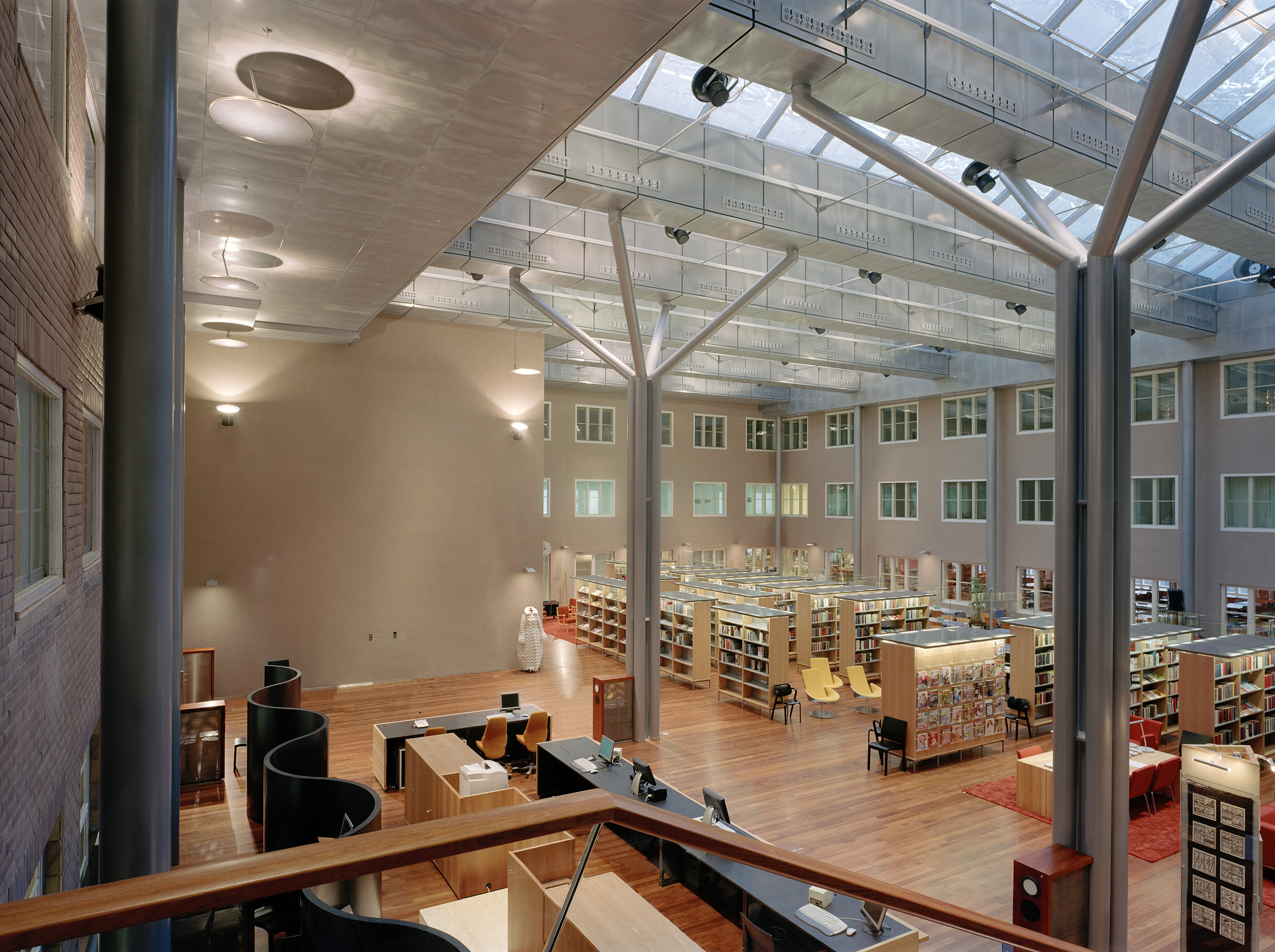
La bibliothèque d'Arabianranta.

## Groupement Helmet de bibliothèques
La bibliothèque d'Arabianranta fait partie du groupement Helmet, qui est un groupement de bibliothèques municipales d'Espoo, d'Helsinki, de Kauniainen et de Vantaa ayant une liste de collections commune et des règles d'utilisation communes.